# Шихау, Фердинанд
Фердинанд Готтлоб Шихау (нем. Ferdinand Gottlob Schichau; 30 января 1814, Эльбинг — 23 января 1896, Эльбинг) — немецкий инженер, известен своей деятельностью в области судостроения.
В 1837 году основал машиностроительный и судостроительный заводы в Эльбинге, позже присоединил к этим заводам док в Данциге и ремонтные мастерские в Пиллау.
На заводах Шихау (нем.) построены: первая немецкая паровая землечерпальная машина (1841 год), первый прусский винтовой пароход «Боруссия» (1855 год), первая двухцилиндровая компаунд-машина и первая судовая компаунд-машина. Шихау принадлежит также конструирование особого типа минного судна — миноносец типа Шихау, принятого во флотах большинством морских держав. На заводах Шихау, также впервые в Германии, стали строиться компаунд-локомотивы тройного расширения (1882 год).